# Parathesis aurantiaca
Parathesis aurantiaca är en viveväxtart som beskrevs av Cyrus Longworth Lundell. Parathesis aurantiaca ingår i släktet Parathesis och familjen viveväxter. Inga underarter finns listade i Catalogue of Life.